# Battaglia di Horlivka
La battaglia di Horlivka indica la serie di scontri armati e bombardamenti che si sono protratti dal 20 luglio al 6 settembre 2014 nel tentativo delle forze armate ucraine di riconquistare la città di Gorlovka, nel territorio dell'autoproclamata Repubblica Popolare di Doneck.
Gli scontri sono cessati all'indomani della firma del Protocollo di Minsk.

## Antefatto
In seguito allo scoppio delle proteste filorusse in Ucraina, prevalentemente in Crimea e Donbass, i separatisti presenti nell'oblast' di Donec'k hanno proclamato l'indipendenza della Repubblica Popolare di Doneck il 7 aprile 2014. Una settimana dopo un gruppo di uomini armati sostenitori dell'autoproclamata repubblica prese il controllo della stazione di polizia e successivamente del municipio di Horlivka, una delle maggiori città della regione.
Il 14 giugno 2014 un Su-25 dell'Aeronautica militare ucraina ha tentato un attacco contro la centrale di polizia della città, che ospitava il quartier generale dei ribelli filorussi, venendo però abbattuto. Nel corso del mese successivo le forze armate ucraine hanno avanzato verso i territori dei separatisti e dopo la vittoria ucraina a Slov"jans'k numerosi ribelli sono fuggiti verso Horlivka.

## Svolgimento della battaglia
L'offensiva di terra ucraina è partita il 20 luglio con l'ingresso nella vicina città di Dzeržyns'k e successivamente il 21 luglio almeno sette carri armati avrebbero fatto il loro ingresso nel distretto di Majorsk. Successivamente vi sarebbero stati scontri armati tra le forze ucraine e quelle dei separatisti filo-russi.
Il 27 luglio le forze armate ucraine hanno lanciato l'assalto contro la città e si sono svolti numerosi scontri nelle strade protrattisi anche il giorno dopo con l'ausilio dell'artiglieria che ha martoriato la città anche nella giornata del 29 luglio; entrambe le parti si sono accusate a vicenda dell'utilizzo, il 28 luglio, di BM-21. Secondo il Kyiv Post in questi tre giorni vi sarebbero state 31 vittime e 43 feriti tra la popolazione civile. Sempre il 27 luglio secondo quanto riportato dal giornale on-line ucraino Ukraïns'ka pravda il comandante della milizia popolare separatista Igor' Bezler avrebbe posto un ultimatum alle forze governative intimandogli di interrompere l'avanzata in città o altrimenti avrebbe ucciso degli ostaggi e distrutto un impianto chimico locale.
Il 29 luglio è stato portato a compimento uno scambio di ostaggi tra le due fazioni: 17 soldati ucraini per Olga Kulygina, compagna di Bezler il quale poi ha lasciato la città per raggiungere Mosca secondo testimoni oculari.

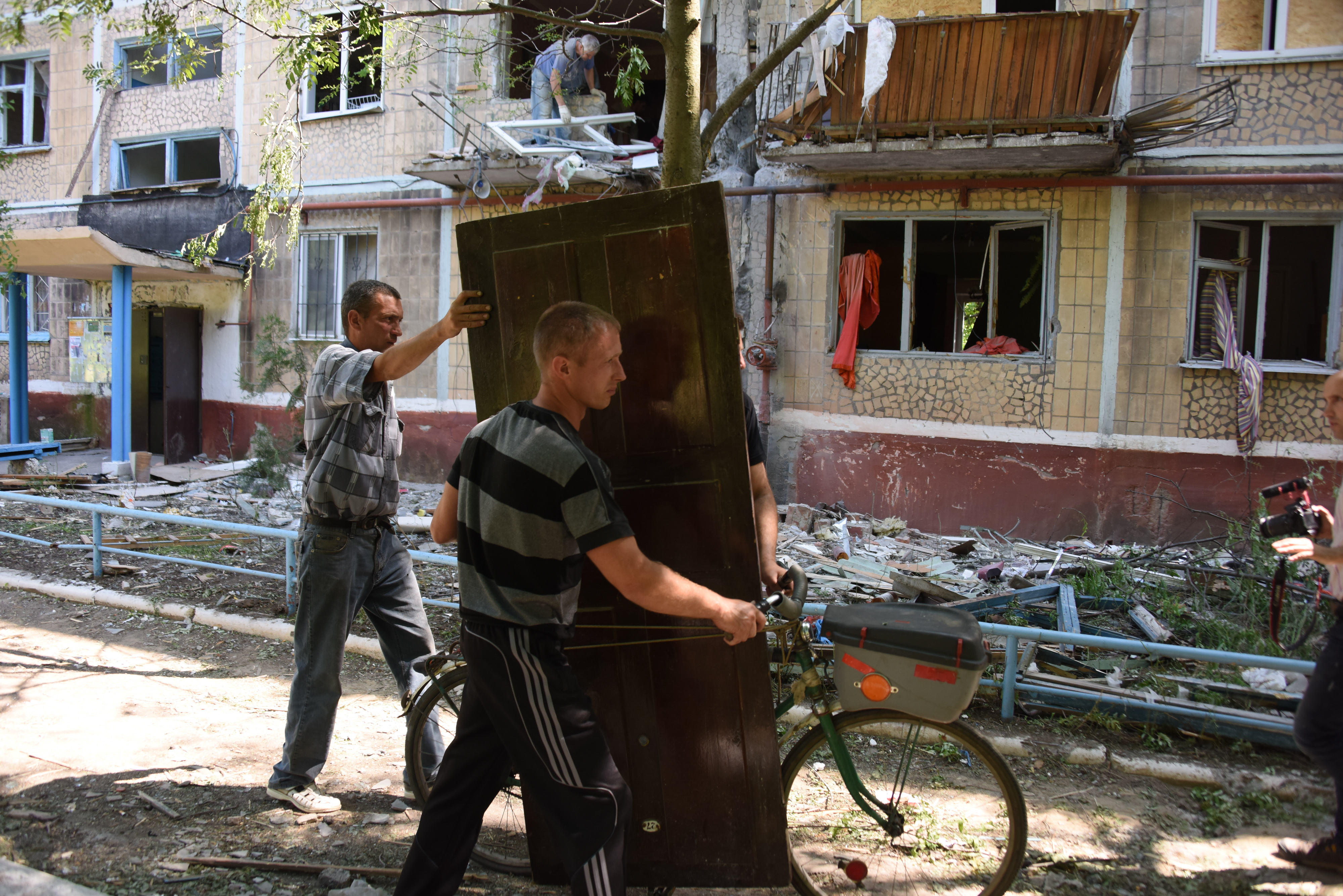
Conseguenze dei bombardamenti di Gorlovka riprese nel giugno 2015

Le forze governative hanno ritentato di accerchiare la città il 31 luglio e nei giorni successivi vi sono stati diversi bombardamenti da parte delle forze armate ucraine che hanno ucciso sei civili e provocato 14 feriti. Negli stessi giorni è stata distrutta una stazione elettrica, provocando un blackout in parte della città. Il 6 agosto le forze separatiste hanno distrutto un ponte per rallentare l'avanzata delle forze governative ma nonostante ciò l'esercito ucraino avrebbe circondato la città già il 18 agosto successivo. Le forze separatiste sono poi riuscite verso la fine di agosto a respingere l'avanzata ucraina e il conflitto si è interrotto con un cessate il fuoco sancito dal Protocollo di Minsk il 6 settembre 2014, lasciando la città sotto il controllo dei separatisti. Secondo i miliziani filo-russi le forze ucraine avrebbero continuato i bombardamenti nonostante gli accordi fossero stati firmati poche ore prima.